# وینسنت کلینگ
وینسنت کلینگ (به انگلیسی: Vincent Kling) متولد ۱۹۱۶ میلادی، معمار آمریکایی.
او شریکی شرکت KlingStubbins را تأسیس کرد و در فیلادلفیا بفعالیت پرداخت.